# Buffalo (Caroline du Sud)
Pour les articles homonymes, voir Buffalo.
Buffalo est une census-designated place du comté d'Union (Caroline du Sud).
Sa population était de 1 266 habitants en 2010.

## Démographie
| 2000  | 2010  | - | - | - | - |
| ----- | ----- | - | - | - | - |
| 1 426 | 1 266 | - | - | - | - |